# Будинок Солдатова
Будинок Солдатова або Замок Солдатова — це житловий будинок у селищі Дмитрівка Бахмацького району, зведений у 1987—1992 роках у стилі середньовічного замку.

## Історія створення
Будівництво невеличкого цегляного замку почалося з будівництва круглої башти, зведеної в 70-х роках під літню кухню. Сам будинок почали зводити у 1987 році. Будували його всією сім'ю, власноруч. Найняти робітників Солдатову довелося лише один раз — коли в башті робили перекриття. Замок зводився без проекту. Для будівництва замку, як і літньої кухні, Солдатов використовував перепалену й биту цеглу, яку закупав на місцевому цегельному заводі за безцінь. Будівництво замкової будівлі тривало 5 років.

## Родина Солдатових
Замок у Дмитрівці належить сім'ї Солдатових. У минулому господарем замку був радянський робітник Юрій Григорович Солдатов, який і побудував цю споруду. Юрій Солдатов — росіянин із Москви, його дружина Марія Іоганівна — німкеня з Поволжя. У Дмитрівку сім'я з двома доньками переїхала у 1966 році з Сибіру. Третя донька народилася вже у Дмитрівці.
Юрій Солдатов помер у 2013 році, проживши 84 роки. Зараз у будинку проживає молодша донька покійного Солдатова з двома синами.

## Опис споруд
Сам замок невеликий. Товщина стін замку становить 70 сантиметрів, завдяки цьому на зимове опалення вистачає однієї машини дров. Вхідні двері замку мають дві стулки з довгими ручками, прикрашені металевими візерунками. Дві стулки на дверях слугують як прикраса. Насправді двері суцільні, і відкриваються натиском замаскованої у стіні педалі. Всередині знаходиться кухня — камінний зал, прикрашений позолоченими фігурками.
Праворуч від будинку знаходиться двоповерхова кругла башта. Зовні вона оздоблена металевими прикрасами, ліхтарями, шпилями, огорожами, які Юрій Солдатов робив сам. На першому поверсі башти розташована літня кухня. З першого на другий поверх ведуть кручені сходи з ажурною огорожею. На другому поверсі вежі знаходяться двері «з секретом», на яких зображена маска чорта. Всередині вежі — так звана кімната відпочинку з каміном. Вона дуже маленька і обшита деревом. Її стіни прикрашають оленячі роги, дротяні візерунки, світильники. Камін оздоблений ліпниною, а стеля обшита дерев'яними трикутниками.
У дворі замку розташовані сараї і відділений сіткою господарський двір.